# Conservatieve gedichten
Conservatieve gedichten is de debuut- en enige dichtbundel van Frank Gericke (pseudoniem van Derk Hoek) die in november 1927 verscheen bij de Bussumse uitgeverij van C.A.J. van Dishoeck.

## Geschiedenis
In 1914 debuteerde Gericke (1887-1976) met gedichten in De Gids onder de titel Conservatieve gedichten. Tot en met 1923 verschenen nog meer gedichten van hem in dat tijdschrift (en in Onze Eeuw). Een bundeling van die gedichten vond plaats in 1927, nadat Gericke eerst advies daarover had ingewonnen bij zijn vriend en dichter Pieter Nicolaas van Eyck (1887-1954) waarna de bundeling aanzienlijke veranderingen onderging. Uiteindelijk verschenen 35 gedichten in de bundel.

## Uitgave
De bundel verscheen bij de uitgeverij van C.A.J. van Dishoeck die de gewoonte had ook luxe exemplaren te laten drukken. In dit geval verschenen er 20 exemplaren op geschept papier van Pannekoek, die alle met de hand genummerd en ondertekend werden door de uitgever. Het tweede luxe exemplaar voorzag Gericke van een handgeschreven opdracht aan zijn goede vriend Geerten Gossaert: "Aan G. Gossaert, den voortreffelijkste mijner vrienden [...]" met de datering "26/11 '27". Al na minder dan dertien jaar deed Gossaert afstand van dit exemplaar dat hij overdroeg aan zijn vriendin Irene Vorrink, met de opdracht: "Voor Puck, die deze verzen van een van Vaders oudste vrienden, zoo mooi vond", gedateerd "15. Februari 1940".